# Sassy Attila
Sassy Attila Elemér (Sassy-Szabó Attila, művésznevén Aiglon) (Miskolc, 1880. október 17. – Budapest, 1967. október 11.) magyar festőművész, grafikus.

## Életpályája
Szülei Sassy Árpád és Szirmay Terézia voltak, bátyja Sassy Csaba költő, újságíró volt. Apai ágon a nemes sassi Szabó család leszármazottja volt. 1898-ban Budapesten Ferenczy Károly magániskolájában kezdte művészi tanulmányait. Párizsban Anton Ažbe művésziskolájában tanult, 1904-ben Münchenbe utazott. 1905-ben a nagybányai művésztelepen dolgozott. 1906-ban visszatért Miskolcra, ahol a Kaffka Margit körül csoportosuló művésztársaság tagja lett, és illusztrálta Kaffka Ópium-álmok című kötetét. Neve ezzel vált országosan ismertté. A miskolci festők tárlatán 1905-ben mutatkozott be, és többek között Kaffka Margit is meleg szavakkal méltatta képeit. 1906-ban Münchenbe, majd Párizsba utazott; a Julian Akadémia hallgatója lett; itt Jean-Paul Laurens és Lucien Simon oktatta. 1908-ban Budapestre költözött, és a Magyar Képzőművészeti Főiskolán Ferenczy Károlynál szobrászatot tanult. Kiállított Párizsban, majd 1910-ben a budapesti Művészházban tartott kiállítása is sikert hozott számára. 1910-ben Miskolcon is kiállított, a több mint száz alkotást bemutató tárlatot a Lévay József Közművelődési és Múzeum Egyesület rendezte. Az 1917-es, a Művészházban bemutatott Krisztus sírbatétele című festményével elnyerte Lánczy Leó 500 koronás díját. 
Tíz évig élt Pesterzsébeten, de nem tudta megszeretni a környezetet, a tájat. Később közös műterme volt az Ilona-lépcsőnél Medgyessy Ferenccel, majd az Alkotás, az Orlay, az Abonyi, a Mária és a Nádor utcában lakott, végül visszatért a Mária utcába. Változatos technikákat alkalmazott, készített olajképeket, szén- és tusrajzokat, temperákat, pasztellképeket, karikatúrákat ismert barátairól, írókról, művészekről, és még az alkalmazott grafikában is alkotott: nívós borcímkéket rajzolt, illetve tervezett. Témái is igen változatosak: szívesen készített aktokat, portrékat, önarcképeket, tájképeket, csendéleteket, szimbolikus és bibliai témájú táblaképeket. Utolsó kiállítása 1943-ban volt. 1963-ban a miskolci Herman Ottó Múzeumnak ajándékozta 37 festményét és számos grafikáját.
Sírja a Farkasréti temetőben található.

## Magánélete
Kaffka Margit (1880–1918) szerelme volt. 1909. október 26-án Budapesten házasságot kötött Farkas Jolán Gizellával (1887–?).

## Kiállításai
- ? – Párizs
- 1905 – Miskolci festők tárlata, Miskolc
- 1910, 1911, 1912, 1913 – Művészház, Budapest
- 1913 – Ungvár
- 1914 – Miskolc
- 1915 – Szent György Céh, Budapest
- 1917 – Szépművészeti Múzeum, Budapest
- 1918 – Műcsarnok, Budapest
- 1919 – Nemzeti Szalon, Budapest
- 1923 – Nemzeti Szalon, Budapest
- 1923 – Műcsarnok, Budapest
- 1926, 1931 – Pesterzsébet
- 1932 – Nemzeti Szalon, Budapest
- 1934 – Fränkel Szalon, Budapest
- 1943 – Alkotás Művészház, Debrecen

## Műveiből
- Ópium-álmok (1906)
- Új típusok (1910)
- Medgyessy Ferenc (1910)
- Nő fotelban (1920)
- Fények (1935)
- Akt
- Új idők

## Fordítás
- Ez a szócikk részben vagy egészben  az   Attila Sassy című német Wikipédia-szócikk ezen változatának fordításán alapul.  Az eredeti cikk szerkesztőit annak laptörténete sorolja fel. Ez a jelzés csupán a megfogalmazás eredetét és a szerzői jogokat jelzi, nem szolgál a cikkben szereplő információk forrásmegjelöléseként.